# Арно (герцог Васконии)
Арно́ (фр. Arnaut или Arnaud; ум. 864) — граф Бордо с 863, граф де Фезансак и герцог Васконии в 864, сын Эменона, графа Пуатье, Ангулема и Перигора, и Санчи, дочери Санша I Лупа, герцога Васконии.

## Биография
В 863 году король Западно-Франкского королевства Карл II Лысый назначил Арно графом Бордо. После смерти в 864 году Санша II Санше, герцога Васконии,  Арно, как племянник покойного герцога, предъявил права на его владения. Однако уже через несколько месяцев правления Арно погиб в борьбе с норманнами, нанятыми королём Аквитании Пипином II.